# Macrobrachium foai
Macrobrachium foai är en kräftdjursart som först beskrevs av H. Coutière 1902.  Macrobrachium foai ingår i släktet Macrobrachium och familjen Palaemonidae. Inga underarter finns listade i Catalogue of Life.